# Allan Oras
Allan Oras, né le 20 décembre 1975 à Tartu, est un coureur cycliste estonien. En VTT cross-country, il est notamment champion d'Europe de cross-country marathon en 2009, où il devance à domicile cinq compatriotes. Il a également participé à des courses sur route, où il remporte plusieurs médailles lors des championnats d'Estonie.

## Palmarès sur route
- 1995
  - 3e du championnat d'Estonie du contre-la-montre
- 1996
  - 3e du championnat d'Estonie du contre-la-montre
- 1997
  - 2e du championnat d'Estonie sur route
- 1999
  - 2e du championnat d'Estonie du contre-la-montre
  - 3e du championnat d'Estonie sur route
- 2000
  - Coppa Penna
  - 3e du championnat d'Estonie du contre-la-montre
- 2001
  - 2e du Giro del Valdarno
- 2005
  - Tour de Corrèze
- 2006
  - Grand Prix de Charvieu-Chavagneux
  - 2e du championnat d'Estonie sur route
  - 2e du SEB Eesti Ühispank Tartu
- 2007
  - 3e du championnat d'Estonie sur route
- 2008
  - 2e du championnat d'Estonie du contre-la-montre
- 2010
  - 2e du championnat d'Estonie du critérium

## Palmarès en VTT

### Championnats d'Europe
- Tartu 2009 
  -  Champion d'Europe de cross-country marathon